# Капицукки, Раймондо
Раймондо Капицукки (итал. Raimondo Capizucchi; 7 ноября 1615, Рим, Папская область — 22 апреля 1691, там же) — итальянский куриальный кардинал, доминиканец. Секретарь Священной Конгрегации Индекса с 1 января 1650 по 1 сентября 1681. Магистр Апостольского дворца с 1 ноября 1654 по 1 января 1663 и с 1 января 1673 по 1 сентября 1681. Кардинал-священник с 1 сентября 1681, с титулом церкви Санто-Стефано-аль-Монте-Челио с 22 сентября 1681 по 3 марта 1687. Кардинал-священник с титулом церкви Санта-Мария-дельи-Анджели-э-деи-Мартири с 3 марта 1687 по 22 апреля 1691.